# 糙叶丰花草
糙叶丰花草（学名：Borreria articularis）为茜草科丰花草属下的一个种。分布在福建、台湾、广东、香港、海南、广西；印度尼西亚、马来西亚和菲律宾等地。